# Giniel de Villiers
Giniel de Villiers (sinh 25 tháng 3 năm 1972 tại Barrydale, Nam Phi) là 1 vận động viên đua xe người Nam Phi. Anh đã thắng giải Dakar Rally năm 2009, và cũng 4 lần giành chức vô địch South African Touring car và Off road racing Champion.
Giniel de Villiers học trường High School Paarl Gimnasium.

## Liên kết khác
1. ↑  "Giniel de Villiers' maiden Dakar win 'due to luck'". The Telegraph. ngày 18 tháng 1 năm 2009. Truy cập ngày 19 tháng 1 năm 2009.